# Orange Sky Golden Harvest
Orange Sky Golden Harvest (abreviado como OSGH, en chino como 橙天嘉禾娛樂集團公司, antes conocida como Golden Harvest) es una empresa de producción, distribución y exhibición de películas con sede en Hong Kong. Dominó las ventas de taquillas de Hong Kong en la década de 1970 a 1980 y desempeñó un papel importante en la introducción de las películas de Hong Kong al mercado occidental, especialmente las de Bruce Lee (Concord Production Inc.), Jackie Chan y Sammo Hung.

## Historia
Nombres notables en la compañía incluyen a sus fundadores, los veteranos productores Raymond Chow (鄒文 懐) y Leonard Ho (何冠昌). Chow y Ho eran ejecutivos con el reconocido estudio de Hong Kong, Shaw Brothers, pero se fueron en 1970 para formar su propio estudio. Ellos lograron adoptar un enfoque diferente del modelo altamente centralizado de Shaw. Golden Harvest se contrajo con productores independientes y le dio a su talento una paga más generosa y una mayor libertad creativa. Algunos cineastas y actores de Shaw Brothers desertaron. Pero lo que realmente puso a la compañía en el mapa fue un acuerdo de 1971 con la futura superestrella de artes marciales Bruce Lee con la película The Big Boss, después de que había rechazado el contrato estándar de bajo pago que le ofrecía el Shaws.
En 1973, Golden Harvest entró en una coproducción pionera con Hollywood para la película en inglés Bruce Lee, Enter the Dragon (龍爭虎鬥), un éxito mundial hecho con el estudio Warner Brothers y Concord Production Inc.
Golden Harvest suplantó los hermanos de Shaw como estudio dominante de Hong Kong a finales de los años 70 y conservó esa posición en los años 90. Su mayor activo durante años fue que desde la década de 1980 hasta muy recientemente, produjo casi todas las películas de Jackie Chan. Golden Harvest también ha producido una serie de películas con Jet Li y Donnie Yen.
La compañía fue cotizada en la Bolsa de Valores de Hong Kong en 1994. Posteriormente también adiciono posterior de una gestión diversificada de cine de Hong Kong, del complejo de entretenimiento, como también avanzar en la actividad inmobiliaria.

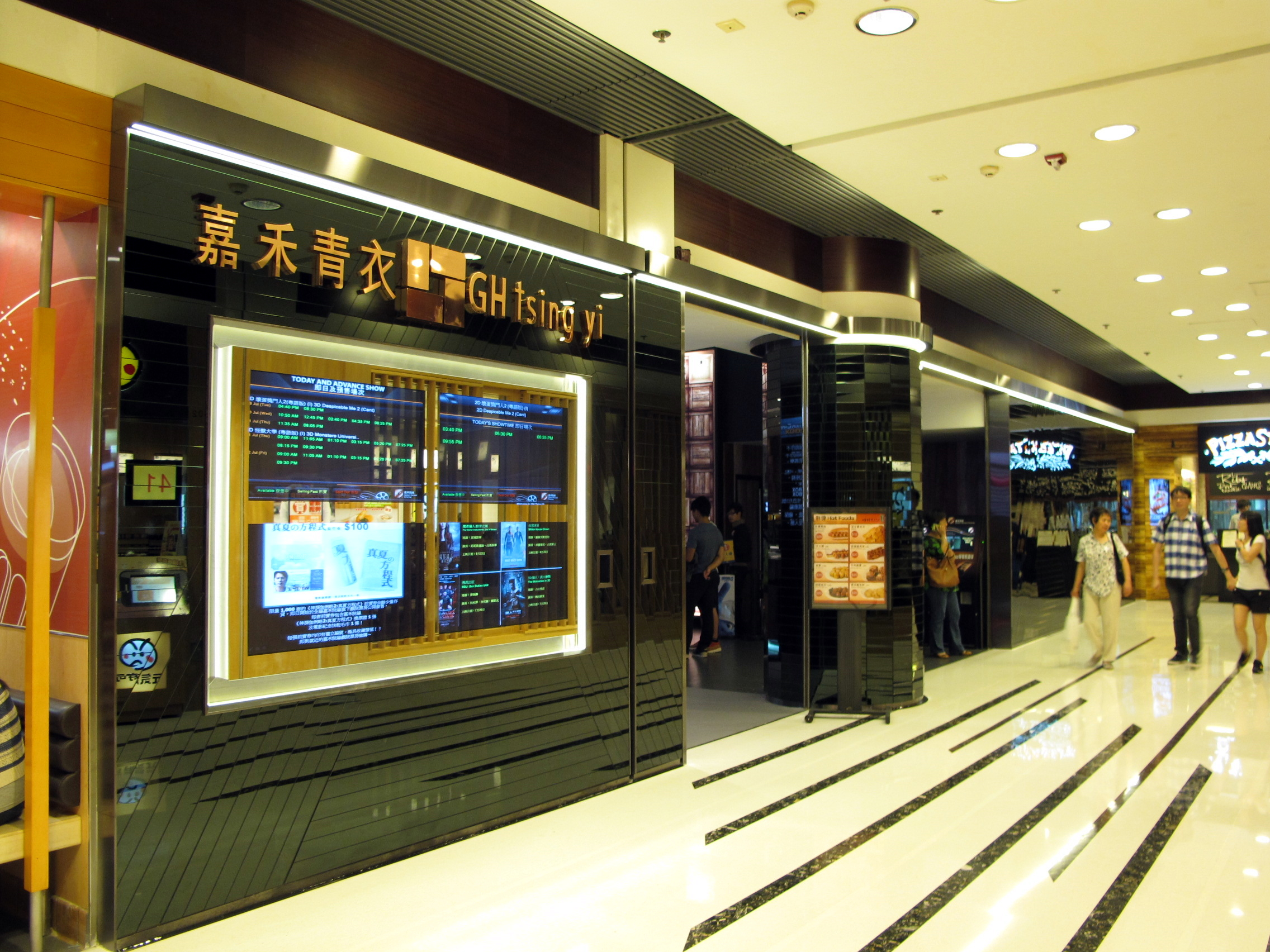
Sala de cine de Golden Harvest en 2013.

La actividad de Golden Harvest ha disminuido en los últimos años. En 2003, se retiraron del cine para concentrarse en el financiamiento de películas, la distribución y la gestión del cine en Hong Kong y en China continental.
En 2004, Li Ka-shing y EMI se convirtieron en accionistas de la compañía.
En 2007, Raymond Chow vendió la empresa al empresario chino Wu Kebo, dueño del grupo Orange Sky Entertainment, con sede en China. A principios de 2009, Golden Harvest se fusionó con Orange Sky y fue renombrada Orange Sky Golden Harvest (橙天嘉禾娛樂集團有限公司).
En 2009, Golden Harvest anunció su relanzamiento y previo un nuevo tráiler para las películas en 2010. También en el mismo año, "Golden Harvest Entertainment Group Limited" pasó a llamarse "Golden Harvest Entertainment Group Limited", para mostrar más claramente la filial de Orange Sky Entertainment Group.
Actualmente también gestiona de salas de cine en China, Hong Kong, Taiwán, Malasia y Singapur como otro centro de negocios de entretenimiento.

## Logotipo

Logotipo de Golden Harvest usado desde 1978 hasta 2003

Su reconocido logotipo consta de dos cuatro rectángulos con tambores apareciendo uno por uno estando unidos en una forma cuadrada con un medio vacío con una pequeña separación entre los rectángulos. En particular, la excepcionalmente amplia brecha en el lado derecho da forma a la inicial letra "G" del nombre de la compañía. Este logotipo fue utilizado desde 1978 hasta 2003. El logotipo actual tiene un diseño similar.